# DREAM STATION
《DREAM STATION》은 2005년부터 2006년까지 SBS MTV에서 방송된 프로그램이다. 월요일에는 스타 팬미팅이, 화요일과 금요일에는 끼있는 젊은이들을 위한 오디션이 전파를 탄다. 수요일에는 화제의 동영상을 찾아보는 '전격공개! 생활의 발견'이, 목요일에는 공개 요리경연 '도전! 최고의 만찬'이 방송된다.